# Эфирное тело
Эфирное тело — в оккультизме, эзотерических учениях тонкое тело. Считается[кем?] первым из семи энергетических тел. Как утверждается[кем?], оно находится в непосредственном контакте с физическим телом, чтобы поддерживать его и соединять с «высшими» телами. Во многих традициях его называют «витальным телом». Часто, говоря про «ауру», имеют в виду — эфирное поле.
Любое упоминание эфирного тела вне религиозного или философского контекста является псевдонаучным.

## История вопроса
Английский термин «эфирный» в этом контексте, видимо, берёт начало в теософских трудах Е. П. Блаватской, но использование его было закреплено Чарльзом Ледбитером и Анни Безант с целью уйти от индуистской терминологии, с её системой семи планов и тел.
Согласно Максу Генделю и учению розенкрейцеров, эфирное тело, состоящее из четырёх эфиров, называется «жизненным телом», так как эфир является каналом для поступления жизненной силы от Солнца и сил, действующих в природе, способствующих такой жизненной деятельности, как ассимиляция, рост и размножение.
Термин получил распространение после Первой мировой войны, когда доктор Вальтер Джон Килнер определил его как слой «атмосферы человека», который, как он утверждал в своей книге, можно научиться видеть невооружённым глазом с помощью определённых упражнений.